# ミケル・モルコフ
ミケル・モルコフ（Michael Mørkøv デンマーク語発音: [ˈmikʰæːl ˈmœ̞ɐ̯kʰøʊ̯]、1985年4月30日 - ）は、デンマーク、コッケダル出身の自転車競技選手。「ミカエル」「メルケフ」などとも表記される。現在はUCIワールドチームであるクイックステップ・アルファビニールに所属。トラックレースとロードレースで活躍しており、トラックでは2020年東京オリンピックのマディソンで金メダルを獲得、世界選手権では2009年と2020年の2回マディソンで優勝している。ロードレースでは世界トップクラスのリードアウトマンであり、デンマーク選手権ロードレースで3度の優勝、ブエルタ・ア・エスパーニャでも2013年にステージ優勝を挙げている。

## 経歴
2007年、2008年と団体追い抜きのチームメンバーとして、世界選手権自転車競技大会で実績を挙げ、北京オリンピック・団体追い抜きでもメンバーの一員として銀メダルを獲得。
2009年のトラックレース世界選手権では、アレックス・ラスムセンとのペアでマディソンを制した。また6日間レースでも、ラスムセンとのペアで、グルノーブル6日間レース連覇（2007年、2008年）等の実績を挙げている。

## 主な戦績
2006年
- デンマーク選手権
  - マディソン 優勝
  - ポイントレース 優勝

2007年
- トラックレース世界選手権 団体追い抜き 3位
- デンマーク選手権 マディソン 優勝

2008年
- 北京オリンピック
  -  団体追抜 2位
- トラックレース世界選手権 マディソン 3位
- デンマーク選手権
  - チームタイムトライアル 優勝
  - スクラッチ 優勝
  - ポイントレース 優勝
  - マディソン 優勝
- グルノーブル6日間レース 優勝（+ アレックス・ラスムセン）

2009年
- トラックレース世界選手権 マディソン 優勝（+ アレックス・ラスムセン）
- コペンハーゲン6日間レース 優勝（+ アレックス・ラスムセン）
- グルノーブル6日間レース 優勝（+ アレックス・ラスムセン）
- ヘント6日間レース 優勝（+ アレックス・ラスムセン）
- デンマーク選手権 マディソン 優勝

2010年
- ベルリン6日間レース 優勝（+ アレックス・ラスムセン）
- コペンハーゲン6日間レース 優勝（+ アレックス・ラスムセン）
- デンマーク選手権 マディソン 優勝

2011年
- 世界選手権・個人ロードレース 18位

2012年
- ツール・ド・フランス 第3、第13ステージ敢闘賞
- ロンドンオリンピック・団体追抜 5位

2018年
- デンマーク選手権　優勝（ロードレース）

2019年
- デンマーク選手権　優勝（ロードレース）

2021年
- 東京オリンピック  マディソン 金メダル（with ラーセ・ノーマン・ハンセン）